# Сомерсет Моем
Ві́льям Сомерсе́т Мо́ем (англ. William Somerset Maugham; 25 січня 1874, Париж — 16 грудня 1965, Сен-Жан-Кап-Ферра, біля Ніцци) — англійський дипломат та аналітик Інтелідженс сервіс, відоміший в світі як прозаїк, драматург і літературний критик.

## Біографія

### Дитинство
Сомерсет Моем народився 25 січня 1874 року в Парижі. Його батько Роберт Ормонд Моем походив з родини успішних британських правників, які вже понад сто років займалися юриспруденцією. Дід майбутнього письменника по батьковій лінії був одним із засновників Спілки юристів у Лондоні, видав чимало професійних робіт і одну збірку художніх есе. Батько письменника працював юрисконсультом при британському посольстві у Франції. Замолоду він подорожував Європою, Північною Африкою і Близьким Сходом, мав вдома чудову колекцію етнічних раритетів і книг. У сорокарічному віці він одружився з двадцятирічною Едіт Мері Снелл попри те, що мав дуже непривабливу зовнішність. Мати письменника походила з родини британського колоніального військовика. Його дід по матері рано помер, а бабуся писала салонні романси і «романи для дівчат».
Батьки Сомерсета Моема жили в любові і злагоді. За 18 років подружнього життя вони народили шестеро дітей, причому мати письменника померла під час останніх пологів, ослаблена довготривалим туберкульозом. Народження Вільяма батьки спеціально спланували на території посольства, щоб дитина мала законні підстави говорити, що народилася на території Великої Британії. Очікувалося прийняття закону, за яким всі діти, які народилися на французькій території, автоматично ставали французькими громадянами і, таким чином, після досягнення повноліття підлягали участі у війні, якщо вона була.
В ранньому дитинстві хлопець мав няню-француженку і розмовляв майже виключно французькою. Втративши матір у восьмирічному віці, а батька — у десятирічному, він став брати уроки англійської у посольського священника. Після цього був відісланий до дядька — Генрі Макдональда Моема, який служив вікарієм в англійському місті Вітстебл. Граматичні помилки в мові дитини, до яких долучилися заїкання, малий зріст і погане здоров'я, перетворили Вільяма на предмет кепкувань у початковій школі. Це вплинуло на його вдачу — хлопець ріс сором'язливим, неговірким і нетовариським, а виховання в пуританському середовищі зробило його ще й дуже вимогливим до якостей інших. Як наслідок, замолоду він вирізнявся зверхністю, нетерпимістю до чужих помилок, емоційною холодністю. Як критично він зауважував пізніше, до його комунікативних «недоліків» належали нездатність запам'ятовувати власні жарти і розповідати анекдоти, відраза до алкоголю.

### Молодість
До початку письменницької кар'єри Сомерсет Моем відвідував Королівську школу в Кентербері, потім вивчав літературу і філософію в Гайдельберзькому університеті. По закінченню навчання Моем вже знав французьку, німецьку й італійську мови окрім рідної англійської. Повернувшись до Лондона, він за порадою опікуна, вступив до Медичної школи лікарні святого Томи. Цей вибір не мав нічого спільного з його уподобаннями і був обумовлений поняттями про належний соціальний статус. Спочатку Моем навчався у школі без задоволення, віддаючи дозвілля літературним спробам. Однак на старших курсах і під час практики, яку він проходив у бідних квартах Ламбета, медицина йому сподобалась, оскільки давала змогу ближче познайомитись з людською природою. В цей же період свого життя він здійснив дві подорожі Італією. Гайдельберзький та італійський епізоди свого життя він пізніше висвітить у романі «На жалі бритви», а досвід, отриманий ним у бідняцьких кварталах Лондона, став основою його літературного дебюту — роману «Ліза з Ламбета» (1897).

### Зрілість
Перший успіх справив на молодого письменника хибне враження — йому здалося, що його майбутнє забезпечене. Тому він кинув медичну практику і оселився в Іспанії, де вивчав мову цієї країни. У Севільї він прожив рік. Пізніше захопився російською літературою і вивчив російську мову.
У сорокарічному віці Сомерсет Моем відчував себе втомленим життям і хотів змінити середовище. Нагодою для цього стала Перша світова війна. Скориставшись своїми зв'язками, він влаштувався водієм до санітарної частини, дислокованій у Франції. Свій роман «Тягар пристрастей людських» він редагував під Дюнкерком під час бойового затишшя. На службі письменник зустрів Джеральда Гекстона, який залишався його сексуальним партнером до власної смерті у 1944 році. Роботу водієм Сомерсет Моем невдовзі змінив на службу у розвідці. Рік він провів у Швейцарії, де підірвав слабке здоров'я. Потім зробив короткий візит у драматургічних справах до США. Неприємності в особистому житті спонукали його вирушити у мандри Полінезією. Морську подорож на кораблі він здійснив разом з Джеральдом Гекстоном. Ця мандрівка наповнила його новими враженнями і натхненням, які письменник виклав у таких популярних оповіданнях як «Макінтош», «Дощ», «Падіння Едварда Барнарда».

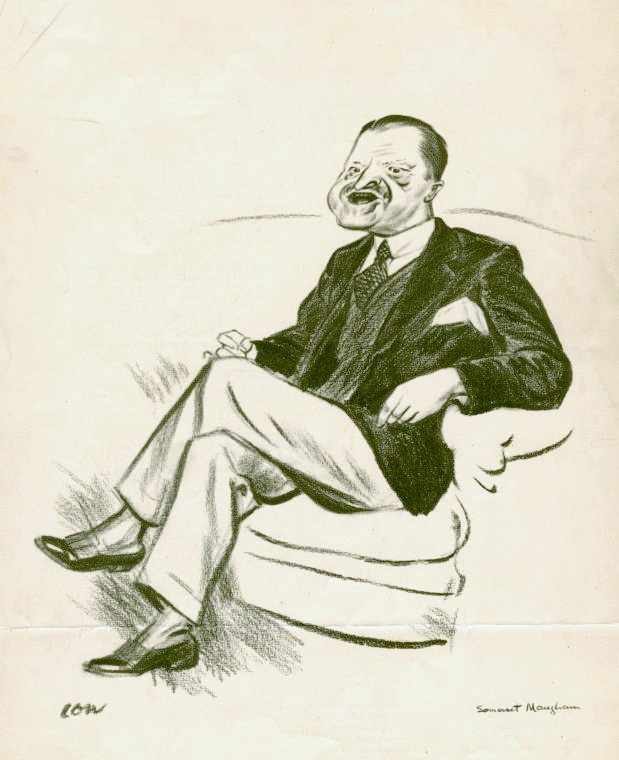
Карикатура з зображенням Моема. Автор Девід Лов.

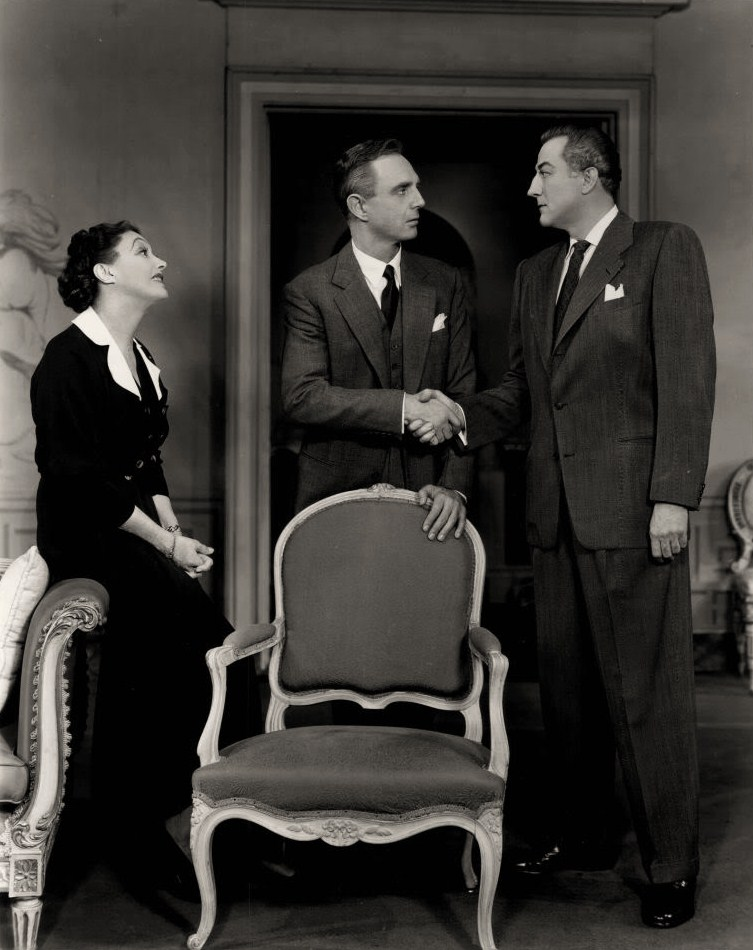

1917 року, повернувшись до Америки, він отримав пропозицію від британської розвідки МІ-5 вирушити з таємною місією до Петрограда. Не зважаючи на те, що в цей час у письменника виявили туберкульоз, він погодився. В Росії він познайомився з терористом Борисом Савінковим, а також готував аналітичні доповіді на предмет інтелектуального стану російського суспільства. Моему належить рідкісне для свого часу визначення перспектив еволюційно-демократичного поступу в Росії: 
…Шар культурних та освічених людей в російському суспільстві настільки тонкий і слабкий, що достатньо одного струсу і країна скотиться у варварство.
 Враження від цієї місії стали основою для його оповідання «Білизна містера Харрінгтона». Під час своєї місії письменник-розвідник не мав можливості користуватися послугами, які легально надавали працівникам посольства, голодуючи, як і більшість петербуржців, він остаточно занедужав. Після повернення до Англії на два роки усамітнився в туберкульозному санаторії в Шотландії. Там він почерпнув матеріал для чергового оповідання («Санаторій»).
Одужавши, Моем вирушив до Китаю. Так само як і перша подорож Полінезією, цей круїз сповнив його новими враженнями і багатим матеріалом для творів. Загалом письменник зробив сім вояжів до Південно-Східної Азії. За мотивами цих мандрівок він написав оповідання «На околиці імперії», «Міраж» і роман «Візерунковий покрив».
1928 року письменник придбав віллу на Кап-Ферра (Французька Рів'єра) і жив на ній з невеликими перервами до самої смерті. Моем помер від пневмонії 16 грудня 1965 року у французькому містечку Сен-Жан-Кап-Ферра поблизу Ніцци. Його прах розвіяли поблизу бібліотеки Королівської школи в Кентербері.

## Особисте життя
Моем з теплотою відгукувався про своїх батьків і старших пращурів, хоча і не розповідав про них докладно, враховуючи той факт, що він осиротів дуже рано. Смерть матері була для нього особливо болісною, до своєї кончини письменник тримав її портрет на тумбочці біля ліжка. З братами і сестрами він тісних стосунків не підтримував, оскільки вони навчалися в інтернаті вже тоді, коли Моем був малюком, однак пізніше письменник листувався з племінниками.
Про свого опікуна, рідного дядька Генрі Макдональда і його дружину Моем згадував неприязно. По-перше, це подружжя вирізнялося пуританським снобізмом. Друзями вікарія були священники, засуджені за дрібні адміністративні порушення. Саме їхня нещирість відвернула юнака від релігії, хоча замолоду він належав до англіканської церкви і навіть пишався цим. Пізніше він схвально відгукувався про католиків, однак свої філософські погляди визначав як агностицизм. Другою причиною неприязні до дядька був егоїзм останнього. В своїх рішеннях той керувався власними уявленнями про престиж і вигоду, наприклад, запропонував юному Моему стати священником, не взявши до уваги його заїкання.
Свій перший сексуальний досвід Моем отримав вже у вісімнадцятирічному віці під час навчання в Гайдельберзі. У Німеччині він познайомився з науковцем Джоном Бруксом, який став його партнером. Незважаючи на це, письменник зустрічався і з жінками, причому був доволі нерозбірливим у стосунках. Під час Першої світової війни він познайомився з Сірією Велком, дружиною фармацевтичного магната Генрі Велкома. Через зраду Генрі Велком подав на розлучення, зазначивши Сомерсета Моема відповідачем по цій справі. Дочку, яку Сірія народила 1915 року, Моем визнав власною дитиною і надав їй своє прізвище. Свої стосунки з Сірією він узаконив у травні 1917 року, однак шлюб виявився нещасливим і через 13 років пара розлучилася.
Ще за часів свого одруження Сомерсет Моем познайомився з Джеральдом Гекстоном, який з моменту розлучення залишався його єдиним і постійним сексуальним партнером до 1944 року. Після смерті Гекстона Моем став жити зі значно молодшим за нього Аланом Сірлом, з яким був знайомий з 1928 року. Алан був типовим утриманцем, який до Моема встиг пожити з іншими заможними літніми чоловіками. Між Сірлом і дочкою Моема Лізою виникла неприязнь, наслідками якої став продаж Моемом колекції картин, частина з яких вже була у володінні Лізи. Дочка подала в суд і виграла цю справу. У відповідь батько публічно відрікся від неї і заявив, що Ліза не є його біологічною дочкою, оскільки народилася до шлюбу. Він також намагався усиновити Алана Сірла, однак це рішення було скасоване. Зречення дочки коштувало письменнику кількох старих друзів і публічного осуду. Незважаючи на це, за його заповітом Сірл отримав віллу на Кап-Ферра, 50 тисяч фунтів стерлінгів, рукописи письменника та його авторські права на 30-річний термін (по його закінченню авторські права відійшли Королівському літературному фонду).
Як зазначав сам письменник, йому не довелося зазнати взаємного кохання в житті. Усі, кого він любив, були з ним нещирі, а кохання тих, хто любив його, він не вмів приймати. Незважаючи на осудливий зв'язок, який він підтримував до кінця життя, Моем зізнавався у своєму автобіографічному романі «Підсумовуючи», що жалкує про багато помилок і хибних спроб, які він зробив і що, якби він був католиком, то мав би змогу покаятися і звільнитися від докорів сумління.

## Творчість
Інтерес до літератури Сомерсет Моем виявляв з дитинства. Вже з раннього віку він багато і охоче читав. Свій перший твір — роман «Ліза з Ламбета» — написав у віці 23 років. В основу цієї книги були покладені його особисті враження від спілкування з біднотою, які він отримав під час лікарської практики у Медичній школі лікарні святого Томи. Ця книга отримала схвальні відгуки, але значною подією в літературному середовищі так і не стала — молодого письменника просто ніхто не помітив. Після цього Моем створив декілька оповідань і два романи, один з яких, «Місіс Креддок» мав успіх.
Не зважаючи на це, Сомерсет Моем спробував себе як драматург, оскільки вважав, що драматургічна форма більше підходить його перу. Тривалий час він безуспішно намагався пробитися на сцену з кількома одноактними п'єсами і однією багатоактною («Порядна людина»), але їх не хотіли ставити не тому, що вони були невдалі, а тому що антрепренери боялися ризикнути з нікому не відомим автором. Зрештою його п'єси почали ставити і з цього часу вони мали незмінний успіх. Серед найвідоміших його п'єс «Леді Фредерік» (1907), «Хліби і риби» (1911), «Коло» (1921), «Шеппі» (1933). Маючи стабільні високі доходи і славу, Моем не мав на що нарікати, але був невдоволений режисерським свавіллям: часто його п'єси на сцені виглядали не так, як їх бачив сам драматург. Не маючи змоги і бажання нав'язувати іншим свою думку, Моем вирішив, що сам драматургічний формат накладає певні обмеження на його творчість.
Порвавши з театром, він вирушив у подорож Південним морями, під час якої написав кілька оповідань, в основу сюжету яких були покладені його особисті враження від мандрівки. Будучи уважним спостережником, вміло переплітаючи дійсні події з власною уявою, Сомерсет Моем насичив твори глибоким психологізмом, вони вирізнялися несподіваною, часто трагічною кінцівкою. Спочатку оповідання так само не хотіли друкувати через побоювання, що колишній драматург може бути неуспішним в новому жанрі. Однак публікація вже першого з них («Дощ», 1921) отримала схвальні відгуки критиків. Після цього слава Моема як прозаїка не забарилася, що дозволило йому видати оповідання окремою книжкою.
Одночасно з оповіданнями Сомерсет Моем почав писати і твори великого формату. Після «Лізи з Ламбета» він написав у 1915 році роман «Тягар пристрастей людських», який багато в чому є автобіографічним. Спочатку цю книгу не сприйняли в англійських і американських літературних колах, але Теодор Драйзер назвав її геніальною, порівнявши з симфонією Бетховена. Відтоді роман не виходив із друку. 1919 року наступним став «Місяць і мідяки». В цьому творі за основу сюжету письменник обрав біографію відомого художника Поля Гогена. Після тривалої перерви у 1925 році він написав роман «Візерунковий покрив» і «Пряники і ель» (1930).
1928 року вийшла його нова збірка «Ешенден, або Британський агент», що містила оповідання про секретного агента Ешендена, який виконує завдання британської розвідки. Прототипом цього героя став сам письменник, якому також довелося виконувати таємні місії на дипломатичній службі. Стиль цих творів не був ані пригодницьким, ані детективним, вони були скоріше оповідями про життя людей, так само глибоко психологічними і життєвими, як і попередні.
1938 року письменник, перебуваючи вже у поважному віці, повернувся до автобіографічного напрямку. Свої життєві погляди і спогади він виклав у романі «Підсумовуючи». В цей час він продовжував писати й оповідання, які виходили друком у різних журналах. Останнім з його великих романів став «На вістрі бритви» (1944, укр. пер. 1989). Після цього письменник віддавав перевагу малій прозі, продовжуючи писати оповідання до 1962 року.
Як зазначав письменник, він не полюбляв книг, написаних барвистими і складними метафорами, і сам уникав писати в подібному стилі. За це критики неодноразово закидали йому надмірну лаконічність і сухість викладу. Однак будучи противником снобізму, Сомерсет Моем виступав проти літератури, зрозумілої лише самим аристократам і естетам. Саме цій принциповій простоті, яка робила його твори доступними не тільки витонченим знавцям, але і пересічним читачам, він і завдячує своєю великою популярністю. Водночас, письменник наголошував на постійному самовдосконаленні, яким він займався до глибокої старості, не спочиваючи на заслужених лаврах. Джерелом навчання для нього були твори інших літераторів, які постійно і у великій кількості він читав. З одного боку, до цього його спонукала робота літературним критиком, з іншого, особисті звички, адже за його зізнанням, майже всі книжки він прочитував до кінця. Така кропітка робота призвела до того, що Сомерсету Моему вдавалося небагатьма простими і сухими фразами висловити те, на що іншим письменникам бракувало багатьох слів. Ще однією рисою його творчості був реалізм. Практично всі його твори містять автобіографічну складову: іноді приховану під іменем якогось персонажа, а часто і явну. Багатий досвід, отриманий Моемом в різних частинах світу, надавав його романам і оповіданням особливої правдивості і колориту.

## Нагороди
- Орден Кавалерів Пошани (1954)

## Список творів

### Романи
| Назва                                                   | Назва англійською                               | Рік  |
| ------------------------------------------------------- | ----------------------------------------------- | ---- |
| «Ліза з Ламбета»                                        | Liza of Lambeth                                 | 1897 |
|                                                         | The Making of a Saint                           | 1898 |
|                                                         | The Hero                                        | 1901 |
| «Місіс Креддок»                                         | Mrs Craddock                                    | 1902 |
|                                                         | The Merry-go-round                              | 1904 |
|                                                         | The Bishop's Apron                              | 1906 |
|                                                         | The Explorer                                    | 1908 |
| «Маг»                                                   | The Magician                                    | 1908 |
| «Тягар пристрастей людських»                            | Of Human Bondage                                | 1915 |
| «Місяць і мідяки», або «Місяць і гріш»                  | The Moon and Sixpence                           | 1919 |
| «Візерунковий покрив»                                   | The Painted Veil                                | 1925 |
| «Пироги і пиво, або Скелет у шафі», або «Пряники і ель» | Cakes and Ale: or, the Skeleton in the Cupboard | 1930 |
| «Тісний куток»                                          | The Narrow Corner                               | 1932 |
| «Театр»                                                 | Theatre                                         | 1937 |
| «Різдвяні канікули»                                     | Christmas Holiday                               | 1939 |
| «На віллі»                                              | Up at the Villa                                 | 1941 |
|                                                         | The Hour Before Dawn                            | 1942 |
| «На жалі бритви» (Вістря бритви)                        | The Razor's Edge                                | 1944 |
| «Тоді і тепер» (роман про Нікколо Макіавеллі)           | Then and Now                                    | 1946 |
| «Каталіна»                                              | Catalina                                        | 1948 |

## Інші прозові твори
- «Дощ» (Rain)
- «Орієнтири» (Orientations, 1899)
- The Land of the Blessed Virgin: Sketches and Impressions in Andalusia (1905)
- «Трепет аркуша» (The Trembling of a Leaf, 1921)
- «На китайській ширмі» (On A Chinese Screen, 1922)
- «Казуаріна» (The Casuarina Tree, 1926)
- The Letter (Stories of Crime) (1930)
- «Ешенден, або Британський агент» (Ashenden, or the British Agent, 1928). Збірка новел
- The Gentleman In The Parlour: A Record of a Journey From Rangoon to Haiphong (1930)
- The Book Bag (1932)
- Ah King (1933)
- The Judgement Seat (1934)
- «Дон Фернандо» (Don Fernando, 1935)
- «Космополітен» (Cosmopolitans — Very Short Stories, 1936)
- My South Sea Island (1936)
- «Підсумовуючи», або «Підбиваючи підсумки» (The Summing Up, 1938)
- «Принцеса Вересень і Соловей» (Princess September and The Nightingale, 1939)
- «Франція у війні» (France At War, 1940)
- Books and You (1940)
- «За тим самим рецептом» (The Mixture As Before, 1940)
- «Дуже особисте» (Strictly Personal, 1941)
- «Нескорена» (The Unconquered, 1944)
- Of Human Bondage — An Address (1946)
- «Іграшки долі» (Creatures of Circumstance, 1947)
- Quartet (1948)
- Great Novelists and Their Novels (1948)
- «Записна книжка письменника» (A Writer's Notebook, 1949)
- Trio (1950)
- The Writer's Point of View (1951)
- Encore (1952)
- The Vagrant Mood (1952)
- The Noble Spaniard (1953)
- «Десять романістів і їх романи» (Ten Novels and Their Authors, 1954)
- «Точка зору»(Points of View, 1958)
- Purely For My Pleasure (1962)
- The Force of Circumstance («Selected Short Stories»)
- «Уламки корабля» (Flotsam and Jetsam, «Selected Short Stories»)
- The Creative Impulse («Selected Short Stories»)
- Virtue («Selected Short Stories»)
- The Treasure («Selected Short Stories»)
- In a Strange Land («Selected Short Stories»)
- The Consul («Selected Short Stories»)
- «Рівно дюжина» (The Round Dozen, «Selected Short Stories»)
- «Сліди в джунглях» (Footprints in the Jungle, «Selected Short Stories»)

### П'єси
- A Man of Honour
- «Леді Фредерік» (Lady Frederick, пост. 1907)
- «Джек Стро» (Jack Straw, 1908)
- Місіс Дот
- Пенелопа
- The Explorer (Дослідник)
- The Tenth Man
- «Земельна шляхта» (Landed Gentry, 1910)
- Сміт (Smith, 1909)
- The Land of Promise
- The Unknown
- «Коло»(The Circle, 1921)
- Дружина Цезаря (Caesar's Wife)
- «На схід від Суецу» (East of Suez)
- Our Betters
- Home and Beauty
- The Unattainable
- Хліби і риби (Loaves and Fishes, 1911)
- «Вірна дружина» (The Constant Wife, 1927)
- The Letter (Лист)
- The Sacred Flame (Священний вогонь)
- The Bread-Winner
- For Services Rendered
- «Шеппі» (1933)

## Оповідання
- Сповідь Жана Шарвена. Журнал «Всесвіт» № 9-10 2011 р., переклад Марії Жук [Архівовано 17 травня 2014 у Wayback Machine.] (A Man with a Conscience, 1939. Досл. Совіслива людина)
- Рудий
- На окраїні імперії
- Джерело натхнення
- Людина зі шрамом
- Жиґоло і Жиґолетта
- Нескорена

## Екранізації
- 1925 — «На схід від Суеца» / East of Suez
- 1928 — Sadie Thompson
- 1929 — The Letter
- 1932 — Rain
- 1934 — «Тягар пристрастей людських» / Of Human Bondage (з Бетті Девіс)
- 1934 — «Розмальована вуаль» / The Painted Veil(з Ґретою Ґарбо)
- 1938 — The Vessel of Wrath
- 1940 — The Letter
- 1942 — «Місяць та гріш» / The Moon and Sixpence
- 1944 — Різдвяні канікули (фільм) / (з Діною Дурбін)
- 1946 — «Вістря бритви» / The Razor's Edge
- 1946 — «Тягар пристрастей людських» / Of Human Bondage
- 1948 — Quartet
- 1950 — Trio
- 1952 — Encore
- 1953 — Miss Sadie Thompson
- 1957 — The Seventh Sin
- 1958 — The Beachcomber
- 1962 — Julia, du bist zauberhaft
- 1964 — «Тягар пристрастей людських» / Of Human Bondage
- 1969 — The Letter
- 1978 — «Театр» (з Вією Артмане та Іваром Калниньшем)
- 1982 — The Letter
- 1984 — «Вістря бритви» / The Razor's Edge (з Біллом Мюреєм)
- 1987 — «Зміна долі»
- 2000 — Up at the Villa
- 2004 — «Театр» / Being Julia (з Анет Бенінґ та Джеремі Айронзом)
- 2006 — «Розмальована вуаль» / The Painted Veil (з Едвардом Нортоном та Наомі Вотс)

## Вплив
У 1947 році Моем заснував Премію Сомерсета Моема, яку присуджують найкращому британському письменнику або письменникам у віці до 35, чиї літературні твори були опубліковані в минулому році. Премію виграли такі видатні письменники як Відьядхар Сураджпрасад Найпол, Аміс Кінгслі, Мартін Аміс та Тома Ганна. Перед своєю смертю Моем заповів свої авторські права Королівському Літературному фонду.
Один з небагатьох письменників, хто удостоївся похвали Ентоні Берджесс за його вплив. Він включив серію художніх портретів Сомерстета Моема у новелу Сили землі. Джордж Оруелл також зазначив, що Моем був «сучасним письменником, який вплинув на мене найбільше». Американський письменник Пол Теру, у своїй короткій збірці оповідань Файл консула, оновив колоніальний світ Моема вигнанця сьогоднішньої Малайзії.

## Портрети Моема
Є багато портретів Сомерсета Моема, в тому числі і на Грехем Сазерленд у Тейт Галереї і декілька у галереї сера Джеральда Келлі. Портрет Сазерленда був включений у колекцію живопис століття — портретні 101 шедеври 1900—2000 Національної портретної галереї.

## Кіновтілення
- Герберт Маршалл у драматичній стрічці 1946 року «Лезо бритви».

## Видання творів С. Моема українською мовою
- Радощі життя або сімейна таємниця: роман / перекл. з англ. Володимир Легкоступ. Київ, Радянський письменник, 1963.

- Лицедії: роман / У. С. Моем; пер. з англ.: М. Пінчевський; післямова: З. Лібман. — Київ: Дніпро, 1967. — 223 с. [Архівовано 5 грудня 2014 у Wayback Machine.]
- Місяць і мідяки. На жалі бритви: Романи /Перекл. з англ. О. Жомнір, А. Муляр, О. Мокровольський; Передм. І. О. Влодавської; Худож. А. З. Толкачова. Київ, видавництво художньої літератури «Дніпро», 1989 р. (Серія «Зарубіжна проза ХХ століття») [Архівовано 12 вересня 2014 у Wayback Machine.]
- Вільям Сомерсет Моем. Розмальована вуаль / пер. з анг. Олександра Гординчук. — Х. : Клуб сімейного дозвілля, 2016. — 224 с. — ISBN 978-617-12-1843-7.
- Вільям Сомерсет Моем. Тягар пристрастей людських / пер. з анг. Єлена Даскал. — Х. : Клуб сімейного дозвілля, 2018. — 752 с. — ISBN 978-617-12-4783-3.
- Вільям Сомерсет Моем. Театр / пер. з анг. Наталія Михалоська. — К. : Bookchef, 2022. — 272 с. — ISBN 978-617-548-096-0.